# Roveredo GR
| GR ist das Kürzel für den Kanton Graubünden in der Schweiz. Es wird verwendet, um Verwechslungen mit anderen Einträgen des Namens Roveredo zu vermeiden. |

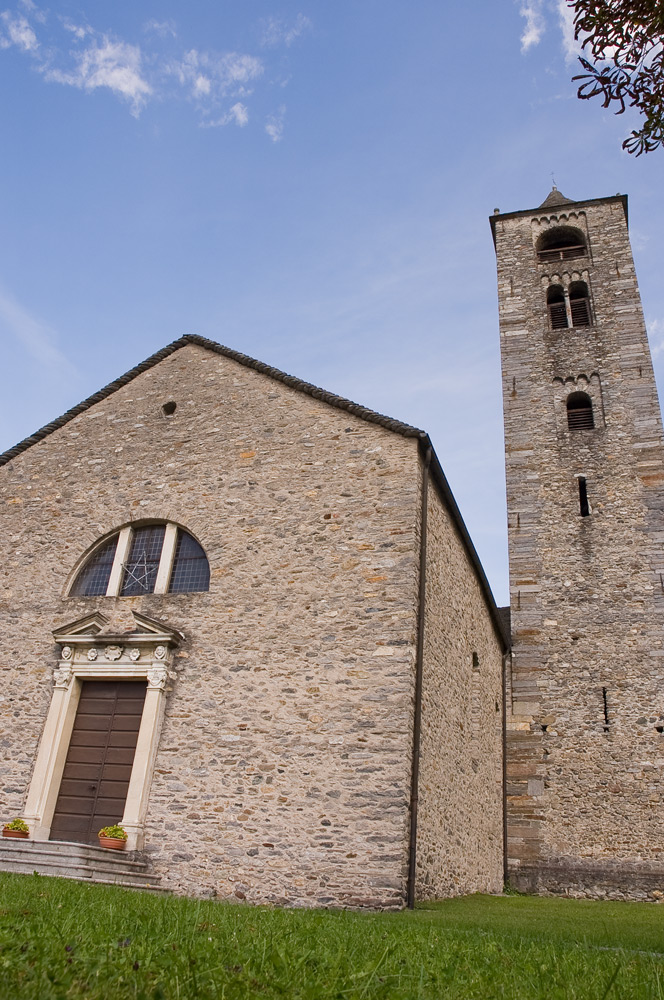
Katholische Kirche San Giulio

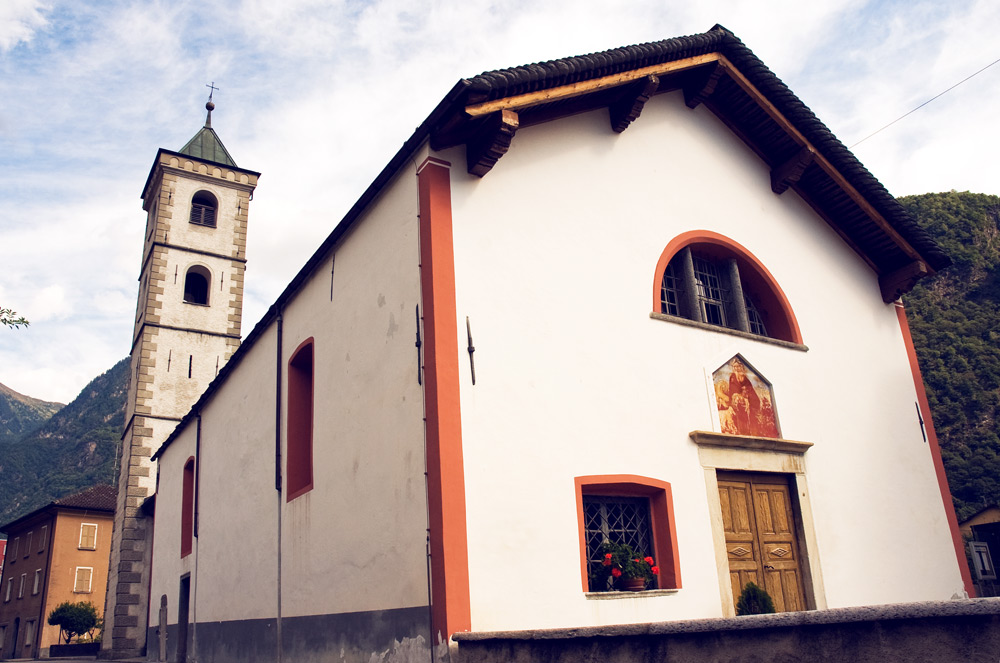
Katholische Kirche Sant’Antonio Abate

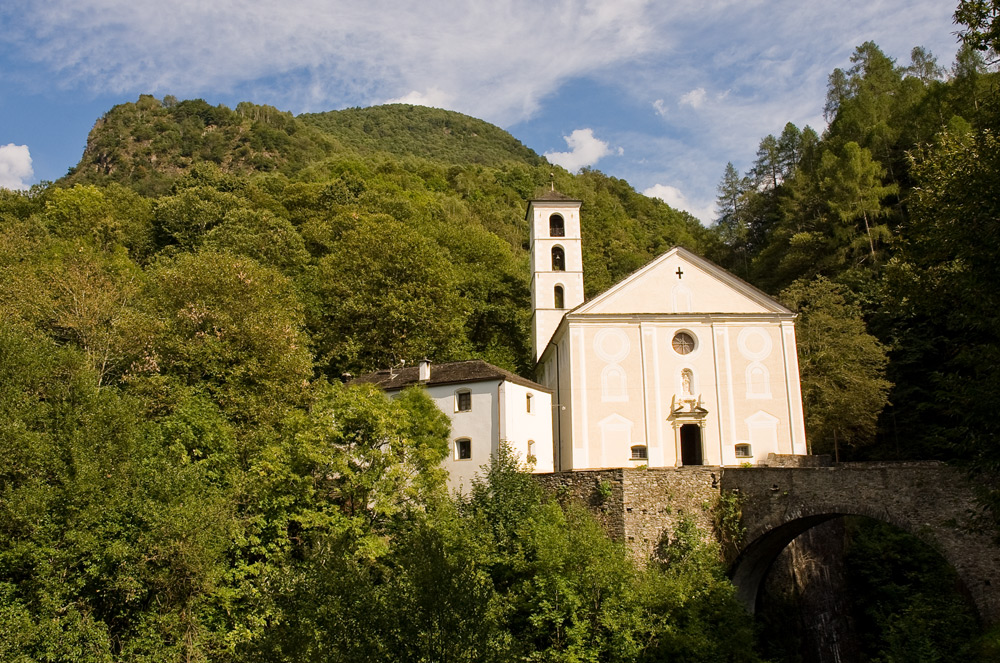
Kirche Madonna del Ponte chiuso

Historisches Luftbild von Werner Friedli von 1964

Roveredo (deutsch veraltet Rofle beziehungsweise Ruffle) ist eine politische Gemeinde im Kanton Graubünden. Sie gehört zur Region Moesa.

## Wappen
Blasonierung: In Rot eine goldene (gelbe) bewurzelte Eiche mit goldenen Blättern und Früchten.
Nach einem Gemeindesiegel, das auf den Namen des Ortes anspielt (roveredo heisst auf Deutsch „Eichenwald“), also ein redendes Wappen.

## Geographie
Die Gemeinde liegt nahe bei Bellinzona im unteren Teil des Misox (italienisch: Mesolcina). Sie besteht aus zahlreichen Fraktionen. Rechts der Moesa liegen Piazza (298 m ü. M.), Beffeno (309 m ü. M.) und Carasole (434 m ü. M.). Der Grossteil der Gemeinde allerdings liegt auf der linken Seite des Flusses bis hin zur Grenze zu Italien. Die Weiler San Giulio, Guerra, Tovedo, Ai Rogg, Rugn und San Fedele liegen im Talgrund auf einem Schuttkegel des Flusses. Sie sind zusammengewachsen und bilden das Zentrum des Orts.
Das Val Traversagna und seine Seitentäler umfassen den grössten Teil des Gemeindeareals. Vom gesamten Gemeindegebiet von fast 39 km² sind 2'907 Hektar (also 75 Prozent) von Wald und Gehölz bedeckt. Weitere 519 Hektar sind unproduktive Fläche (meist Gebirge im Ostteil der Gemeinde). Von den 333 Hektar landwirtschaftlich nutzbarem Boden sind fast 70 Prozent Alpwirtschaftsgebiet. Die Siedlungsfläche umfasst die restlichen 119 Hektar des Gemeindeterritoriums.
Die Alpe di Rescignaga, welche zum Territorium von San Vittore GR gehört, wird fast vollständig von Rovereder Gemeindegebiet umschlossen.
Die Nachbargemeinden sind San Vittore, Grono und Buseno im Kanton Graubünden, Bellinzona und Arbedo-Castione im Kanton Tessin sowie Gravedona ed Uniti in der italienischen Provinz Como.

## Geschichte
Im Ortsteil Valasc wurden archäologische Funde gemacht, dazu gehören römische Kupfer-, Bronzemünzen und ein Gräberfeld.
Seit der langobardischen Zeit wurde Roveredo in vier Degagne aufgeteilt: Campagna, das heute San Giulio heisst, San Fedele, Toveda und Oltracqua. Roveredo und sein Umfeld wurden dem Hochgericht Misox zugeteilt und gingen spätestens im 11. Jahrhundert als Lehen an die Freiherren von Sax. 1219 wurde das Dorf de Regoredo erstmals erwähnt, später auf Deutsch Rofle. 1480 verkaufte Johann Peter von Sax die Herrschaft Misox an Gian Giacomo Trivulzio. Dieser liess den Sitz der Herren von Sax, nun Palazzo Trivulzio, der 1335 schon einmal erneuert worden war, renovieren und befestigen und errichtete in Roveredo eine Münzstätte.
Kirchlich war das Dorf ursprünglich dem Stift San Vittore GR unterstellt. Die seit 1219 bekannte Kirche S. Giulio wurde 1481 zur Pfarrkirche. Die Kirche S. Antonio von 1350 wurde 1620 erweitert, die Madonna del Ponte chiuso bzw. S. Anna wurde 1524 ausgebaut und im 17. Jahrhundert im barocken Baustil vergrössert.
1549 kam der aus Locarno ausgewiesene Reformator Giovanni Beccaria hierher und nach Mesocco, wo er bis 1555 als Lehrer, Prediger und Reformator wirken konnte. Dann zog er mit den evangelischen Flüchtlingen ins Exil nach Zürich. 1559 kehrte er ins Misox zurück und nahm erneut seine Predigertätigkeit auf, aber 1561 wurde er von dort aufgrund katholischer Interventionen im Rahmen der Gegenreformation verbannt. Er flüchtete in die tolerantere Stadt Chiavenna und 1571 nach Bondo GR, wo er als reformierter Pfarrer wirken konnte.
Von 1500 bis nach 1700 kamen aus Roveredo etliche Künstler, Architekten, Stuckateure und Maler, die vor allem in deutschen Staaten, besonders in Österreich, tätig waren. Eine erste Schule wurde 1572 eingerichtet. 1583 gründete Carlo Borromeo das Jesuitenkollegium, das nur kurze Zeit bestand. 1747 bis 1853 gab es das Gymnasium de Gabrieli, und das Kollegium S. Giulio, das später S. Anna hiess, öffnete 1855 seine Pforten. Das Dorf ist Sitz einer Oberstufenschule sowie des Kreis- und Bezirksgerichts.
Der Monte Laura, der auf 1380 m.ü.M liegt, wurde im 20. Jahrhundert zum beliebten Sommerferienort. Die Eisenbahnlinie von Bellinzona nach Mesocco, die 1907 errichtet worden war, stellte 1972 den Betrieb ein. In den Sechzigerjahren wurde die Autostrasse A13 mitten durchs Wohngebiet gelegt und trennte Roveredo in zwei Teile bis 2016, als die Umfahrungsstrasse, die südlich von Roveredo durch einen Tunnel führt, eröffnet werden konnte.

## Bevölkerung
| Jahr      | 1802 | 1850 | 1900 | 1950 | 2000 | 2004 | 2010 | 2020 |
| Einwohner | 749  | 1084 | 1136 | 1846 | 2108 | 2229 | 2396 | 2597 |

Ende 2004 zählte der Ort 2229 Bewohner, davon waren 1882 (= 84,47 Prozent) Schweizer Staatsangehörige.

## Verkehr
Roveredo war seit 1969 durch die Autostrasse A13 in zwei Teile geteilt. Seit dem 7. November 2016 wird der Ort durch eine 5,6 Kilometer lange Neubaustrecke, inklusive eines 2,3 Kilometer langen Tunnels, südlich umfahren.

## Politik
Die Gemeindepolitik in Roveredo ist seit 2007 geprägt durch die Konfrontation zwischen den Mitte-rechts-Parteien FDP und CVP einerseits und der SP, SVP sowie der Protestbewegung «Nuove Risorse» andererseits. Weil die Gemeinderegierung wegen der Zerstrittenheit der beiden politischen Lager seit 2012 weitgehend handlungsunfähig ist, wird Roveredo seit 2013 von einem von der Kantonsregierung eingesetzten Kommissär, Lorenzo Anastasi, verwaltet.

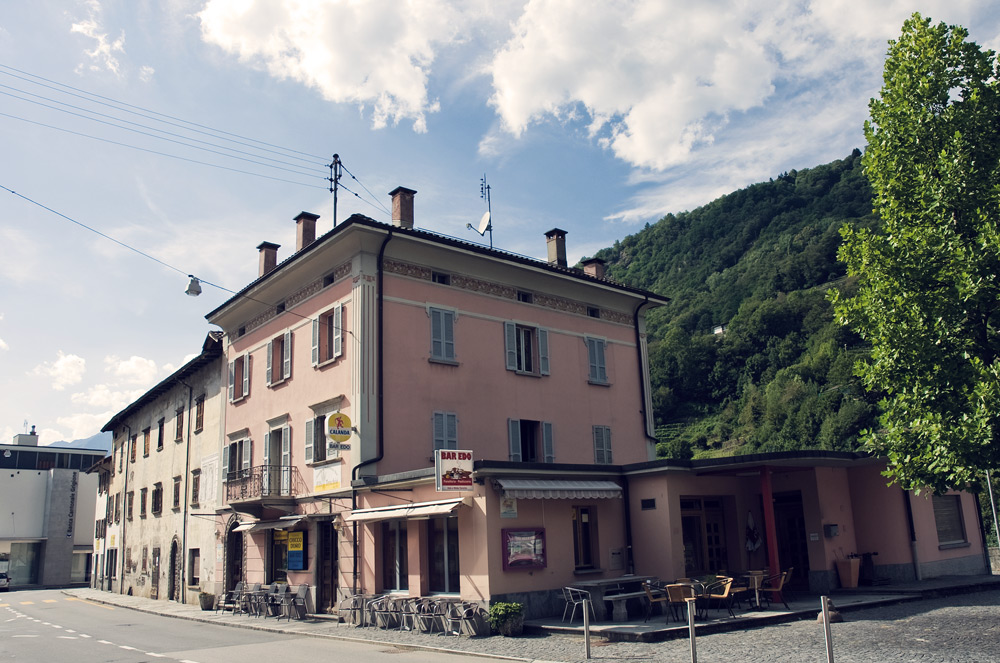
Wohnhaus Tenchio

## Sehenswürdigkeiten
- katholische Pfarrkirche S. Giulio[12][13]
- spätklassizistische Friedhofshalle[14]
- Mehrere Schalensteine[15]
- 1985–1987: Schulhaus Mondan, Architekten: Fausto Censi und Fausto Chiaverio[16][17]

## Veranstaltungen
- OpenArt seit 2001[18]
- Società Carnevale Lingera[19]

## Sport
- Sport Club Rorè[20]